# Serra des Tres Pessons
La Serra des Tres Pessons, pronúncia pallaresa de Serra dels Tres Pessons, és una serra termenal entre els termes municipals de la Torre de Cabdella, i de Sarroca de Bellera (antic terme de Benés, de l'Alta Ribagorça) a la comarca del Pallars Jussà.
Està situada cap a la meitat del termenal entre tots dos municipis, a la capçalera de la Valiri, formada per les Raspes de Cell Negre, vessant meridional de la serra. L'extrem occidental de la serra és el Pic de Llena, de 2.686,4 m. alt., i l'oriental, el Tossal de les Tres Muntanyes, de 2.596,6.